# Wedel
Wedel este un oraș din landul Schleswig-Holstein, Germania.

## Personalități născute aici
- Lennard Kämna (n. 1996), ciclist.